# Wiktor Zin

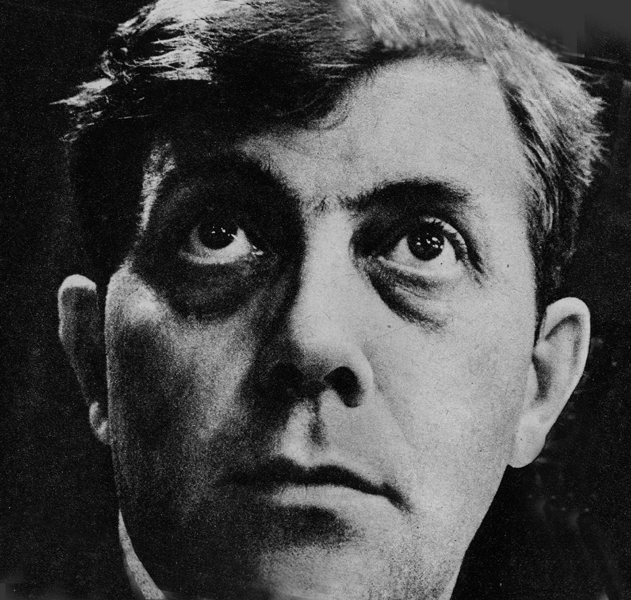
Wiktor Zin, 1966

Wiktor Zin (* 14. September 1925 in Hrubieszów; † 17. Mai 2007 in Rzeszów) war ein polnischer Architekt und Zeichner. Zin war in den Jahren 1977 bis 1981 stellvertretender Minister für Kunst und Kultur von Polen, in dieser Funktion war er für den Denkmalschutz verantwortlich.

## Leben
Zin absolvierte die Akademia Górniczo-Hutnicza in Krakau, wo er bis zum Jahr 1949 beschäftigt war. Später arbeitete er an der Technischen Universität Krakau. Im Jahr 1959 wurde er promoviert; 1967 wurde er zum Professor berufen.
Dem polnischen Publikum ist Zin bekannt aus der Fernsehsendung Piórkiem i węglem, in der er vor der Kamera Baudenkmäler Polens zeichnete. Er moderierte ebenfalls andere Sendungen über ähnliche Thematik wie Być tutaj, Nad Niemnem, Piną i Prypecią, Nasze korzenie, Spotkanie z zabytkami, Spotkanie z prof. Zinem, Sztuka patrzenia.
Seit dem Jahr 2004 war Zin stellvertretender Rektor der Europäischen Kunstakademie (Europejska Akademia Sztuk) in Warschau. Zin ist Ehrendoktor der Budapester Universität und Träger zahlreicher Auszeichnungen.

## Schriften (Auswahl)
- 2004 – Opowieści o polskich kapliczkach, ISBN 83-920951-1-1
- 2004 – Opowiadania najkrótsze o ludziach nader różnych, ISBN 83-920951-0-3
- Kościół i krypty klasztoru ojców Reformatów w Krakowie